# Rechtsbijstandverzekering
Een rechtsbijstandverzekering is een verzekering die de verzekeringnemer bijstaat in het rechtsverkeer, onder vele voorwaarden, waaronder een aantal uitsluitingen, welke opgenomen zijn in een overeenkomst met een verzekeringsmaatschappij. Die voorwaarden staan bekend als "de kleine lettertjes" van de polis. Populair gesteld is het een verzekering van ondersteuning door advocaten of juristen bij geschillen. In de praktijk komt dat maar zelden voor en zijn het voornamelijk juridisch geschoolde medewerkers die de zaken behandelen.
Vroeger werd door de verzekeringsadviseur zo'n verzekering vooral verkocht in combinatie met autoverzekeringen. Door het toegenomen claimbewustzijn in de richting van het Amerikaans recht en het steeds weer verder afnemen van de door de overheid gefinancierde rechtshulp ziet de burger zich tegenwoordig steeds meer genoodzaakt zich voor rechtsbijstand te verzekeren. De rechtshulp van vakbonden strekt zich voornamelijk uit tot de sfeer van het werk en dat biedt voor velen te weinig zekerheid.
De meeste verzekeraars bieden dergelijke hulp aan voor zowel personen als voor bedrijven.

## Vormen van rechtsbijstandverzekering
De rechtsbijstandverzekering kan op diverse wijzen voorzien in juridische hulp.
- In natura. De rechtsbijstandverzekeraar heeft advocaten en/of andere juristen in dienst, die de zaak voor de verzekerde behandelen. Zo nodig voeren zij rechtszaken.
- In geld. De verzekeraar stelt een bedrag beschikbaar waarvoor de verzekerde een advocaat naar keuze zijn zaken kan laten behartigen.

## Nederland

### Rechtsbijstand aan minder draagkrachtigen
In Nederland gold voor particulieren tot 1 januari 1994 een ruime wettelijke regeling voor rechtsbijstand aan minder draagkrachtigen. Daarnaast kon (en kan) men vaak beroep doen op rechtshulpverlening door consumentenorganisaties, vakbonden en het Juridisch Loket (voorheen Bureau Rechtshulp). Dit uiteraard naast de rechtshulp door rechtshelpers als advocaten, notarissen en deurwaarders. Met ingang van 1 januari 1994 moet de particulier voor gesubsidieerde rechtshulp een beroep doen op de Wet op de rechtsbijstand (Wrb). In de Wrb worden eisen gesteld aan de hoogte van de vordering, de kans van slagen en op de hoogte van het gezinsinkomen (hoe hoger het inkomen, hoe hoger de eigen bijdrage). De kans bestaat bovendien dat de particulier bij het verliezen van een procedure de daaruit voortvloeiende kosten moet betalen.

### Rechtsbijstandverzekering
In Nederland is de Rechtsbijstandverzekering bijna altijd een naturaverzekering. Een juridisch geschil wordt namelijk als regel behandeld door een jurist die in dienstbetrekking van de verzekeraar zelf werkzaam is. In uitzonderingsgevallen of indien er een geschil over de aanpak van de kwestie is ontstaan tussen de verzekerde en de jurist van de rechtsbijstandverzekeraar en een beroep wordt gedaan op de zogenaamde Geschillenregeling wordt de behandeling uitbesteed aan een advocaat.
Tegenwoordig hebben de rechtsbijstandverzekeraars ook zelf advocaten in dienst. In Nederland mochten advocaten voorheen uitsluitend bij een advocaat in dienstbetrekking werken. Na het rapport van de Interdepartementale Werkgroep Domeinmonopolie Advocatuur (Cohen) van 27 juni 1995 is de advocatuur ook opengesteld voor juristen die in dienstbetrekking werkzaam zijn voor anderen dan advocaten, zoals Verzekeraars. Er geldt vaak een maximumbedrag waarvoor de verzekeraar de advocaatkosten vergoedt (bijvoorbeeld € 25.000,--). De inschakeling van een externe advocaat kan ook noodzakelijk zijn als het een geschil betreft waarvoor de verzekeraar zelf geen gespecialiseerde advocaat in dienst heeft.

### Vormen van rechtsbijstandverzekeraars
De Wet op het financieel toezicht (Wft) (voorheen de Wet toezicht verzekeringsbedrijf (WTV)) heeft een aantal eisen vastgelegd waaraan aanbieders van rechtsbijstandverzekeringen moeten voldoen. Deze zijn vooral opgesteld om belangenverstrengeling tegen te gaan. Zo mogen algemene verzekeraars (verzekeraars die naast rechtsbijstandverzekeringen ook bijvoorbeeld auto-, inboedel- en aansprakelijkheidsverzekeringen in het pakket hebben) niet zelf de juridische kwesties behandelen. Zij zijn verplicht dit uit te besteden aan een gespecialiseerde rechtsbijstandverzekeraar of een zelfstandig werkend juridisch schaderegelingskantoor. Een schaderegelingskantoor wordt vaak opgezet door meerdere verzekeraars.
Dit heeft tot gevolg dat er twee vormen van rechtsbijstandverzekeraars zijn ontstaan:
1. Rechtsbijstandverzekeraar. De verzekeraar biedt alleen rechtsbijstandverzekeringen aan.
2. Zelfstandig schaderegelingskantoor. Een dergelijk kantoor is doorgaans een stichting en behandelt rechtsbijstandverzoeken van de aangesloten verzekeraars.

De Wft biedt verzekeraars nog een derde optie, de rechtsbijstandverzekering op basis van declaratie (de hierboven genoemde rechtsbijstandverzekering in geld). Een dergelijke vorm van rechtsbijstandverzekering komt in Nederland vrijwel niet voor.

### Omvang van de dekking
Een rechtsbijstandverzekeraar verleent over het algemeen dekking tegen nagenoeg alle geschillen die de verzekerde overkomt. Het is ook mogelijk dat er bepaalde geschillen wel, en andere niet worden verzekerd. De verzekeringnemer kan dan kiezen of hij (bijvoorbeeld) arbeidsgeschillen mee wil verzekeren.
In Nederland is het gebruikelijk dat er een wachttermijn van drie maanden wordt opgenomen. Deze drie maanden gaan in na de ingangsdatum van de verzekering. Binnen deze drie maanden wordt geen rechtsbijstanddekking verleend. Als achterliggende reden wordt aangevoerd dat zo wordt voorkomen dat men pas bij een dreigend juridisch geschil een rechtsbijstandverzekering afsluit. Geschillen die reeds bestonden voor de ingang van de verzekering zijn nooit gedekt, dus ook niet als de wachttermijn is verstreken. De wachttermijn is niet van toepassing:
- Als de juridische aanspraak het instellen van een vordering op een wettelijk aansprakelijke derde betreft;
- In straf- en tuchtzaken;
- In contractuele geschillen, waarbij het contract is afgesloten na de ingangsdatum van de verzekering;
- Als de verzekering direct aansluit op een soortgelijke verzekering die ook voor deze gebeurtenis dekking zou verlenen (de verzekerde wisselt van de ene verzekeraar naar de andere).

De kosten voor rechtsbijstand komen in beginsel volledig voor rekening van de verzekeraar. Omzetbelasting die de verzekerde kan verrekenen en geldstraffen, boetes of dwangsommen komen nooit voor rekening van de verzekeraar.

### Geschillenregeling
In de polisvoorwaarden zal de verzekeraar de bepaling opnemen dat hij geen actie hoeft te ondernemen of met de zaak kan stoppen op het moment dat hij geen redelijke kans op succes aanwezig acht. De verzekerde mag deze kwestie vervolgens voor een second opinion voorleggen aan een advocaat. Acht de advocaat wel een kans aanwezig het beoogde resultaat te bereiken, dan wordt de zaak bij de advocaat voortgezet voor rekening van de verzekeraar. Het maakt daarbij niet uit of het resultaat daadwerkelijk wordt behaald.
Op het moment dat de advocaat het met de verzekeraar eens is (de kans op succes is te gering) dan mag de verzekerde uiteraard nog op eigen kosten procederen. Wanneer hij toch het beoogde resultaat bereikt dan vergoedt de verzekeraar alsnog alle gemaakte kosten.

### Soorten rechtsbijstandverzekeringen
Over het algemeen worden de volgende soorten rechtsbijstandverzekeringen aangeboden:
1. Motorrijtuigenrechtsbijstandverzekering;
2. Verkeersrechtsbijstandverzekering;
3. Gezinsrechtsbijstandverzekering;
4. Bedrijfsrechtsbijstandverzekering;
5. Mediationrechtsbijstandverzekering (bij o.a. een scheiding)

##### 1. Motorrijtuigenrechtsbijstandverzekering
Een motorrijtuigenrechtsbijstandverzekering biedt dekking voor geschillen rond het verzekerde motorrijtuig, zoals:
- Verhaalsrechtsbijstand, het verhalen van schade op een wettelijk aansprakelijke derde;
- Strafrechtsbijstand, de verzekerde wordt strafrechtelijk vervolgd wegens verkeersovertreding of -misdrijf. Geen dekking wordt verleend bij een opzettelijk gepleegd misdrijf of bij een eenvoudige verkeersovertreding die voorkomen had kunnen worden;
- Rijbewijsrechtsbijstand, rechtsbijstand bij de teruggave van het rijbewijs[1] of het motorrijtuig bij inbeslagname door een overheidsinstantie;
- Contractsrechtsbijstand, in verband met de aankoop, reparatie of het onderhoud van het motorrijtuig.

##### 2. Verkeersrechtsbijstandverzekering
Een verkeersrechtsbijstandverzekering biedt dezelfde dekking als de motorrijtuigenrechtsbijstandverzekering. Verschil is, dat de verzekering niet is gekoppeld aan één motorrijtuig maar dat er dekking bestaat voor het hele gezin, voor gebeurtenissen die samenhangen met het deelnemen aan het verkeer.

##### 3. Gezinsrechtsbijstandverzekering
Bij een gezinsrechtsbijstandverzekering wordt dekking geboden voor:
- Verhaalsrechtsbijstand;
- Strafrechtsbijstand;
- Arbeidsrechtelijke rechtsbijstand;
- Rechtsbijstand op het terrein van sociale wetgeving, burenrecht en erfdienstbaarheden;
- Rechtsbijstand bij contractuele geschillen;
- Rechtsbijstand op het terrein van personen-, familie-, erf- en administratief recht (zoals een geschil met de gemeente over een bouwvergunning).

Vaak is het mogelijk één of meerdere onderdelen van dekking uit te sluiten, waardoor een korting op de premie wordt verleend. Echtscheiding is niet meeverzekerd (in sommige gevallen is mediation bij echtscheiding wel verzekerd). Bij sommige verzekeraars is het (tegen extra premie) mogelijk geschillen met de fiscus en omtrent het vermogen mee te verzekeren.

##### 4. Bedrijfsrechtsbijstandverzekering
Een bedrijfsrechtsbijstandverzekering is bestemd voor kleine ondernemers. Een bedrijfsrechtsbijstandverzekering biedt dekking voor geschillen omtrent aan- en verkoop, met het personeel, over vergunningen e.d.

##### 5. Mediationrechtsbijstandverzekering
Bij een Mediationrechtsbijstandverzekering (scheiding) moet je al snel denken aan een wachttijd van enkele maanden. Je kan pas aanspraak maken op rechtsbijstand na deze wachttijd. In het geval van echtscheidingsmediation is de wachttijd minimaal een jaar  maar in de meeste gevallen zelfs drie volledige jaren. Als een koppel 2,5 jaar na het afsluiten van de mediationrechtsbijstandverzekering uit elkaar gaat dan heb zij een grote kans dat de rechtsbijstandverzekeraar de mediation niet of nauwelijks vergoedt. Het gevolg - van die verschillende wachttijden per verzekeraar - is dat de premies voor mediation per verzekeraar zo ontzettend kunnen verschillend.

## België

### Fiscale aftrekbaarheid
In België geeft de rechtsbijstandsverzekering vanaf aanslagjaar 2020 recht op een belastingvermindering van 40% en dit met een maximum van 124 EUR per belastbaar tijdperk, dit wordt afgeschaft vanaf 2026.. Het gaat om een maatregel waarmee de wetgever de afstand tussen financieel kwetsbare rechtzoekenden en de juridische wereld hoopt te verkleinen. De maatregel leverde felle kritiek op van de oppositie. De ruime dekking resulteert immers in hogere premies, waardoor getwijfeld wordt aan de doeltreffendheid van de maatregel. Het gaat immers om een uitgebreide rechtsbijstandsverzekering die bijvoorbeeld ook arbeidsrechtelijke geschillen en de eerste echtscheiding dekt.
Ter compensatie van de belastingvermindering is de rechtsbijstandsverzekering overigens niet langer vrijgesteld van de jaarlijkse taks van de verzekeringsverrichtingen en kunnen de betaalde premies geen beroepskost zijn.